# 11. økumeniske koncil
Det 11. økumeniske koncil eller Tredje Laterankoncil blev samlet i Lateranpaladset i Rom i marts 1179 (5. til 19. marts - muligvis til 22. marts) som det 11. økumeniske koncil. Pave Alexander og 302 biskopper var til stede.
Ved den enighed, som blev opnået ved freden i Venezia i 1177, blev den bitre konflikt mellem pave Alexander III og kejser Frederik I af Det tysk-romerske rige endelig afsluttet. Da pave Hadrian IV døde i 1159 valgte de delte kardinaler to paver: Rolando af Siena, som tog navnet Alexander III, og Ottaviano di Monticelli af Rom, som tog navnet Viktor IV, som til trods for, at han var blevet nomineret af færre kardinaler, blev støttet af kejser Frederik I. Kejseren, som ønskede at fjerne alt, som stod i vejen for hans autoritet i Italien, erklærede krig mod de italienske stater, og særlig Kirken, som havde stor myndighed og magt. En alvorlig splittelse opstod fra denne konflikt, og efter, at Viktor IV døde i 1164, blev yderligere to modpaver nomineret i opposition til Alexander III: Paschalis III (1164–1168) og Calixtus III (1168–1178). Til sidst, ved freden i Venezia, hvor Alexander sejrede, måtte han love Frederik I, at han ville sammenkalde et økumenisk koncil.
Foruden at fjerne levningerne fra den tidligere splittelse fordømte rådet valdensere og katarer som kætteri og pressede på for at genoprette kirkens disciplin. Det blev også det første kirkeråd, som gav love mod sodomi, det vil her sige homofil praksis. Tre sessioner blev holdt, 5. marts, 14. marts og 19. marts og hvor 27 kanonisk love, som regulerede kirkelig disciplin, blev kundgjorte.
De vigtigste af disse var:
- Kan. 1: For at kunne forhindre muligheden af fremtidige splittelser (skisma), skulle kun kardinaler have retten til at vælge en pave. Desuden blev der stillet krav om 2/3 flertal for, at valget skulle være gyldigt. Hvis en kandidat kom til at erklære sig selv som pave uden, at han havde opnået det nødvendige flertal, skulle han og hans tilhængere blive bandlyste.
- Kan. 2: De ordinationer, som blev udført af modpaverne Viktor IV, Paschalis III, og Calixtus III blev erklærede void ab initio, ugyldige, som om de aldrig havde eksisteret.
- Kan 7: Forbud mod at kræve penge for at udføre begravelser, velsigne et ægteskab eller at udføre en hvilken som helst del af sakramenterne.
- Kan. 11: Forbud for gejstlige mod at have kvinder i sine hus eller at besøge nonneklostre uden en god grund; erklærede at gifte gejstlige skulle miste deres præsteembede; og at præster, som var engageret i sodomi, skulle blive frataget sine embede og påkrævet at gøre bod – mens lægfolk skulle blive bandlyste.
- Kan. 18: Det blev krævet, at hver eneste katedralkirke måtte udpege en mester for at undervise de gejstlige og fattige elever af kirken. Denne beslutning bidrog til at igangsætte katedralskoler, som igen udviklede sig til universiteter.[1]
- Kan. 19: Erklærede bandlysning af de, som forsøgte at beskatte kirkerne og de gejstlige uden tilladelse fra en biskop. Dette blev grundlaget for en strid mellem kirke og stat, som varede middelalderen ud.
- Kan. 25: Bandlysning af de (kristne), som var engagerede i åger. Det var årsagen til, at jøder kunne udlåne penge mod renter, efter som de ikke var kristne.
- Kan. 26: Forbød jøder og muslimer fra at have tjenere, som var kristne, og samtidig blev det slået fast, at vidnesmål fra en kristen altid måtte accepteres mod en jødes vidnesbyrd. I praksis betød det, at hvis der var en retssag mellem en kristen og en jøde, måtte den kristne vinde i alle tilfælde.
- Kan. 27: Understregede pligterne for herskerne om at undertrykke og standse alt kætteri, og fordømte "brabantanere, aragonere, baskere, navarrere og andre, som praktiserede sådanne grusomheder mod kristne, at de respekterede hverken kirker eller klostre, sparede hverken enker eller forældreløse, hverken alder eller køn, men på hedensk vis ødelagde og lagde alt øde." (De Brabantionibus et Aragonensibus, Navariis, Bascolis, Coterellis et Triaverdinis, qui tantam in Christianos immanitatem exercent, ut nec ecclesiis, nec monasteriis deferant, non viduis, et pupillis, non senibus, et pueris, nec cuilibet parcant aetati, aut sexui, sed more paganorum omnia perdant, et vastent).[2]